# Papa Leão XIII
Leão XIII, O.F.S., (em italiano:  Leone XIII; em latim: Leo XIII), nascido Vincenzo Gioacchino Raffaele Luigi Pecci-Prosperi-Buzzi; (Carpineto Romano, 2 de março de 1810 – Roma, 20 de julho de 1903) foi o 256.º Papa da Igreja Católica de 20 de fevereiro de 1878 até a data de sua morte. Sua liderança marcou o início da entrada da Igreja Católica no século XX. Vivendo até os 93 anos, Leão XIII foi o segundo papa mais idoso depois de Bento XVI, que faleceu em 2022, aos 95 anos. Seu pontificado de 25 anos permanece como o quarto mais longo da história da Igreja, precedido apenas pelos de São Pedro, Pio IX (seu antecessor imediato) e São João Paulo II.
Foi ordenado sacerdote da Igreja Católica em 31 de dezembro de 1837, e em 18 de janeiro de 1843 nomeado Núncio Apostólico para a Bélgica e ordenado bispo titular de Tamiathis em 19 de fevereiro de 1843. Em 27 de julho de 1846, tomou posse como bispo da Diocese de Perúgia, Itália, e em 19 de dezembro de 1853 foi criado cardeal com o título de Cardeal-presbítero de São Crisógono. Foi eleito Papa em 20 de fevereiro de 1878 e coroado em 3 de março do mesmo ano. A Doutrina Social da Igreja foi primeiramente iniciada por Leão XIII, com a sua encíclica Rerum Novarum.
Em 1924 seus restos mortais foram transferidos para a Arquibasílica de São João de Latrão.

## Biografia

### Primeiros anos
“Genealogia episcopal do Papa Pio X”

— * ... ?
- Cardeal Scipione Rebiba (1541)
- Cardeal Giulio Antonio Santoro (1566)
- Cardeal Girolamo Bernerio, O.P. (1586)
- Arcebispo Galeazzo Sanvitale † (1604)
- Cardeal Ludovico Ludovisi † (1621)
- Cardeal Luigi Caetani † (1622)
- Cardeal Ulderico Carpegna † (1630)
- Cardeal Paluzzo Altieri † (1666)
- Papa Bento XIII, O.P. † (1675)
- Papa Bento XIV † (1724)
- Papa Clemente XIII † (1743)
- Cardeal Marcantonio Colonna † (1762)
- Cardeal Giacinto Sigismondo Gerdil, B. † (1777)
- Cardeal Giulio Maria della Somaglia † (1788)
- Cardeal Luigi Emmanuele Nicolo Lambruschini, B. † (1819)
- Papa Leão XIII (Gioacchino Pecci) † (1843)

### Início da vida e educação, 1810-1836
Nascido em Carpineto Romano, perto de Roma, ele foi o sexto dos sete filhos do conde Ludovico Pecci e sua esposa Anna Prosperi Buzzi. Seus irmãos incluíam Giuseppe e Giovanni Battista Pecci. Até 1818, ele morava em casa com sua família", na qual a religião contava como a mais alta graça da terra, pois através dela a salvação pode ser alcançada por toda a eternidade". Juntamente com seu irmão Giuseppe, ele estudou no Colégio Jesuíta de Viterbo, onde permaneceu até 1824. Apreciava a língua latina e era conhecido por escrever seus próprios poemas latinos aos onze anos de idade.
Em 1824, ele e seu irmão mais velho, Giuseppe, foram chamados a Roma, onde sua mãe estava morrendo. O conde Pecci queria seus filhos perto dele após a perda de sua esposa, e assim eles ficaram com ele em Roma, frequentando o Colégio Jesuíta Romanum.
Em 1828, Vincenzo, 18 anos, decidiu a favor do clero secular, enquanto seu irmão Giuseppe entrou na ordem jesuíta. Ele estudou na Academia dei Nobili, principalmente diplomacia e direito. Em 1834, ele fez uma apresentação estudantil, com a participação de vários cardeais, sobre julgamentos papais. Por sua apresentação, recebeu prêmios por excelência acadêmica e chamou a atenção de autoridades do Vaticano. O Cardeal Secretário de Estado Luigi Lambruschini apresentou-o às congregações do Vaticano. Durante uma epidemia de cólera em Roma, ele ajudou o Cardeal Sala em seus deveres como superintendente de todos os hospitais da cidade. Em 1836, ele recebeu seu doutorado em teologia e doutorado em Direito Civil e Canon, em Roma.

## Administrador provincial, 1837-1843
Em 14 de fevereiro de 1837, o Papa Gregório XVI nomeou Pecci, de 27 anos, como prelado pessoal antes mesmo de ser ordenado sacerdote em 31 de dezembro de 1837, pelo vigário de Roma, cardeal Carlo Odescalchi. Ele celebrou sua primeira missa junto com seu irmão sacerdote Giuseppe. Pouco tempo depois, Gregório XVI nomeou Pecci como legado (administrador provincial) de Benevento, a menor das províncias papais, incluindo cerca de 20 mil pessoas.
Os principais problemas enfrentados por Pecci foram uma economia local em decomposição, insegurança por causa de bandidos generalizados e estruturas difundidas da Máfia ou Camorra, que muitas vezes eram aliadas a famílias aristocráticas. Pecci prendeu o aristocrata mais poderoso de Benevento, e suas tropas capturaram outros, que foram mortos ou presos por ele. Com a ordem pública restaurada, ele se voltou para a economia e uma reforma do sistema tributário para estimular o comércio com as províncias vizinhas.

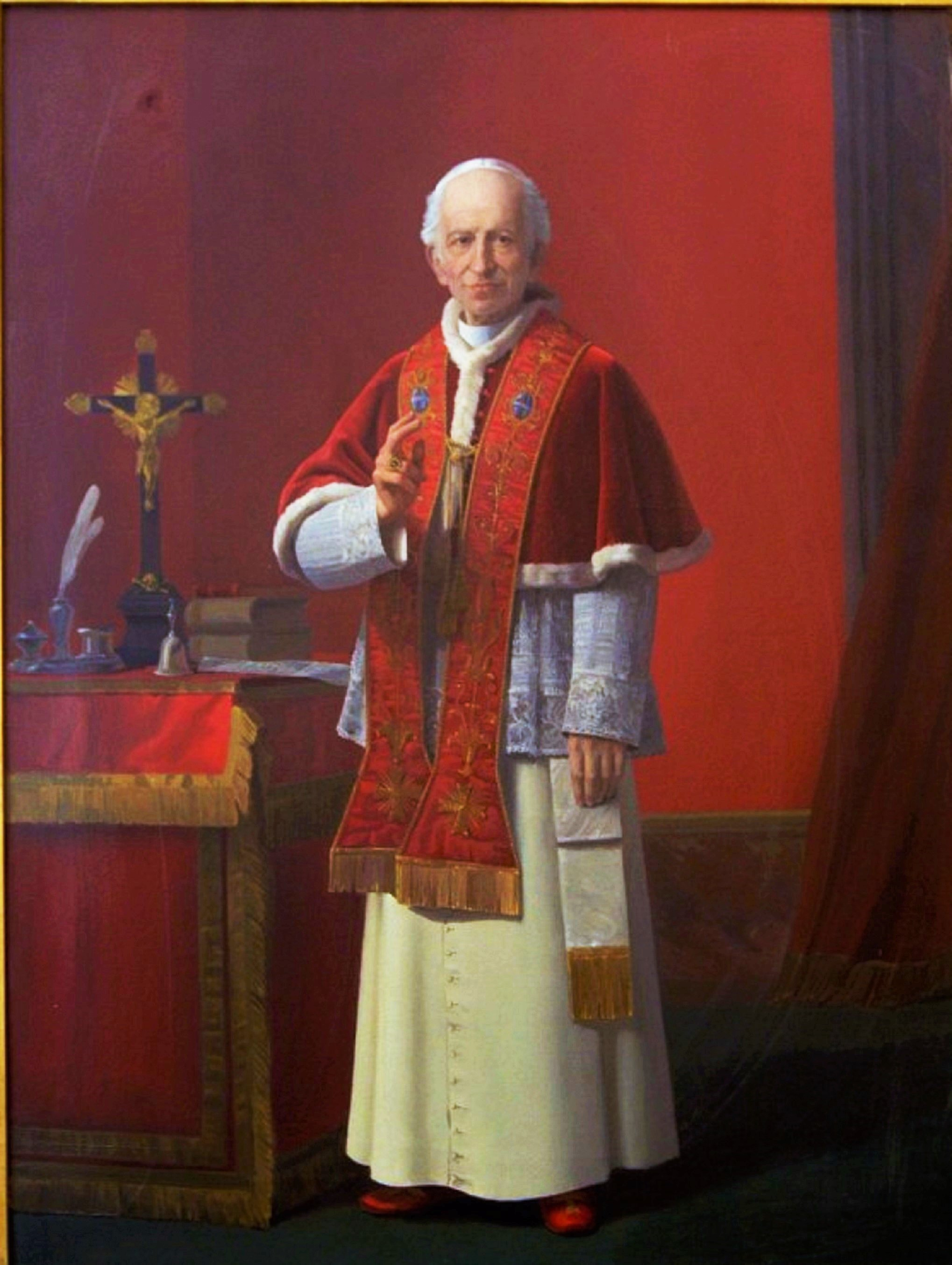
Pintura do Papa Leão XIII feita em 1878.

Pecci foi destinado a Spoleto, uma província de 100 mil habitantes. Em 17 de julho de 1841, ele foi enviado para Perugia com 200 mil habitantes. Sua preocupação imediata era preparar a província para uma visita papal no mesmo ano. O papa Gregório XVI visitou hospitais e instituições de ensino por vários dias, pedindo conselhos e listando perguntas. A luta contra a corrupção continuou em Perugia, onde Pecci investigou vários incidentes. Quando foi alegado que uma padaria estava vendendo pão abaixo do peso prescrito em libras, ele foi pessoalmente para lá, pesou todo o pão e confiscou-o se estivesse abaixo do peso legal. O pão confiscado foi distribuído aos pobres.

### Núncio na Bélgica, 1843
Em 1843, Pecci, com apenas trinta e três anos, foi nomeado Núncio Apostólico para a Bélgica, uma posição que garantiu o chapéu do Cardeal após a conclusão da turnê.
Em 27 de janeiro de 1843, o Papa Gregório XVI nomeou Pecci Arcebispo e pediu ao Cardeal Secretário de Estado Luigi Lambruschini que o consagrasse. Pecci desenvolveu excelentes relações com a família real e usou o local para visitar a vizinha Alemanha, onde ele estava particularmente interessado na retomada da construção da Catedral de Colônia.
Em 1844, por sua iniciativa, foi inaugurado um Colégio Belga em Roma, onde 102 anos depois, em 1946, o futuro Papa João Paulo II começaria seus estudos romanos. Ele passou várias semanas na Inglaterra com o bispo Nicholas Wiseman, revisando cuidadosamente as condições da Igreja Católica naquele país.

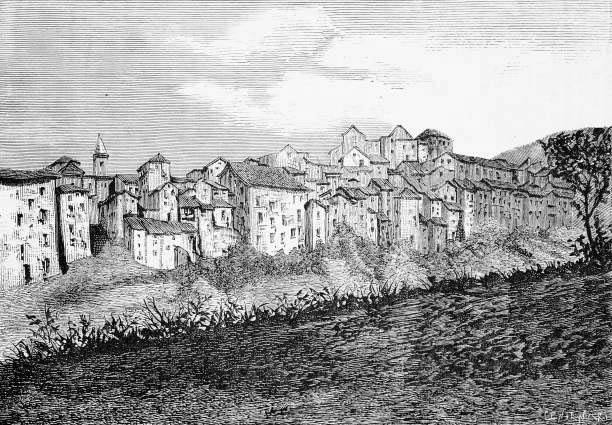
Carpineto Romano em 1878

Na Bélgica, a questão da escola foi fortemente debatida entre a maioria católica e a minoria liberal. Pecci encorajou a luta pelas escolas católicas, mas conseguiu conquistar a boa vontade da corte, não apenas da piedosa rainha Luísa, mas também do rei Leopoldo I, fortemente liberal em seus pontos de vista. O novo núncio conseguiu unir os católicos. No final de sua missão, o rei concedeu a ele o Grande Cordão da Ordem de Leopold.

## Arcebispo-Bispo de Perugia, 1846-1878

### Assistente papal

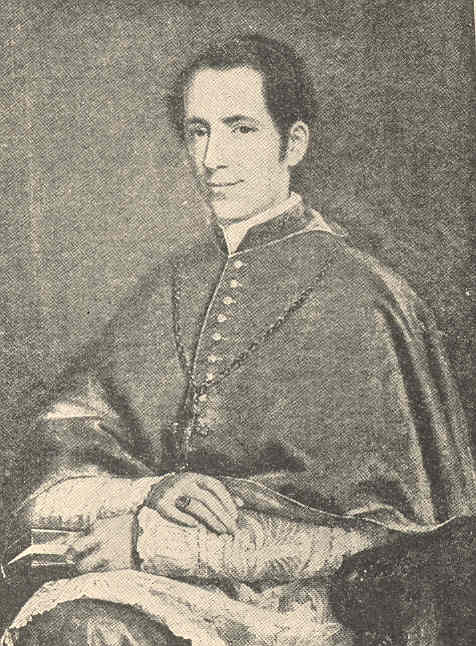
Vincenzo Gioacchino Pecci entre 1844 e 1848.

Em 1843, Pecci foi nomeado assistente papal. De 1846 a 1877, ele foi considerado um bispo popular e bem-sucedido de Perugia. Em 1847, depois que o Papa Pio IX concedeu liberdade ilimitada para a imprensa nos Estados papais, Pecci, que havia sido muito popular nos primeiros anos de seu episcopado, tornou-se objeto de ataques na mídia e em sua residência. Em 1848, movimentos revolucionários se desenvolveram por toda a Europa Ocidental, incluindo França, Alemanha e Itália. Tropas austríacas, francesas e espanholas reverteram os ganhos revolucionários, mas a um preço para Pecci e a Igreja Católica, que não conseguiram recuperar sua popularidade anterior.

### Conselho provincial
Pecci convocou um conselho provincial reformar a vida religiosa em suas dioceses. Ele investiu na ampliação do seminário para futuros padres e na contratação de novos e destacados professores, de preferência tomistas. Ele convocou seu irmão Giuseppe Pecci, renomado estudioso tomista, a renunciar ao cargo de professor em Roma e a ensinar em Perugia. Sua própria residência ficava ao lado do seminário, o que facilitava seus contatos diários com os alunos.

### Atividades de caridade
Pecci desenvolveu várias atividades em apoio a instituições de caridade católicas. Ele fundou abrigos para meninos, meninas e mulheres idosas. Ao longo de suas dioceses, ele abriu filiais de um banco, o Monte di Pietà, focado em pessoas de baixa renda e fornecendo empréstimos a juros baixos. Ele criou cozinhas de sopa, que eram administradas pelos capuchinhos. No consistório de 19 de dezembro de 1853, ele foi elevado ao Colégio dos Cardeais, como Cardeal-Padre de São Crisógono. À luz dos contínuos terremotos e inundações, ele doou todos os recursos para festividades às vítimas. Grande parte da atenção do público se voltou para o conflito entre os Estados papais e o nacionalismo italiano, visando a aniquilação dos estados papais para alcançar a Unificação da Itália.

### Defendendo o papado
Pecci defendeu o papado e suas reivindicações. Quando as autoridades italianas expropriaram conventos e mosteiros de ordens católicas, transformando-os em prédios da administração ou militares, Pecci protestou, mas agiu moderadamente. Quando o estado italiano assumiu as escolas católicas, Pecci, temendo por seu seminário teológico, simplesmente adicionou todos os tópicos seculares de outras escolas e abriu o seminário para não-teólogos. O novo governo também cobrou impostos sobre a Igreja e emitiu legislação, segundo a qual todas as declarações episcopais ou papais deveriam ser aprovadas pelo governo antes de sua publicação.

### Organizando oConcílio Vaticano I
Em 8 de dezembro de 1869, um concílio ecumênico, que ficou conhecido como Concílio Vaticano I, aconteceria no Vaticano pelo Papa Pio IX. Pecci provavelmente estava bem-informado, já que o papa nomeou seu irmão Giuseppe para ajudar a preparar o evento.
Durante a década de 1870, em seus últimos anos em Perugia, Pecci abordou o papel da Igreja na sociedade moderna várias vezes, definindo a Igreja como a mãe da civilização material, porque sustentava a dignidade humana dos trabalhadores, se opunha aos excessos da industrialização e desenvolveu instituições de caridade em grande escala para os necessitados.
Em agosto de 1877, com a morte do cardeal Filippo De Angelis, o Papa Pio IX o nomeou Camerlengo, o que significava que ele tinha que residir em Roma.

### Eleição

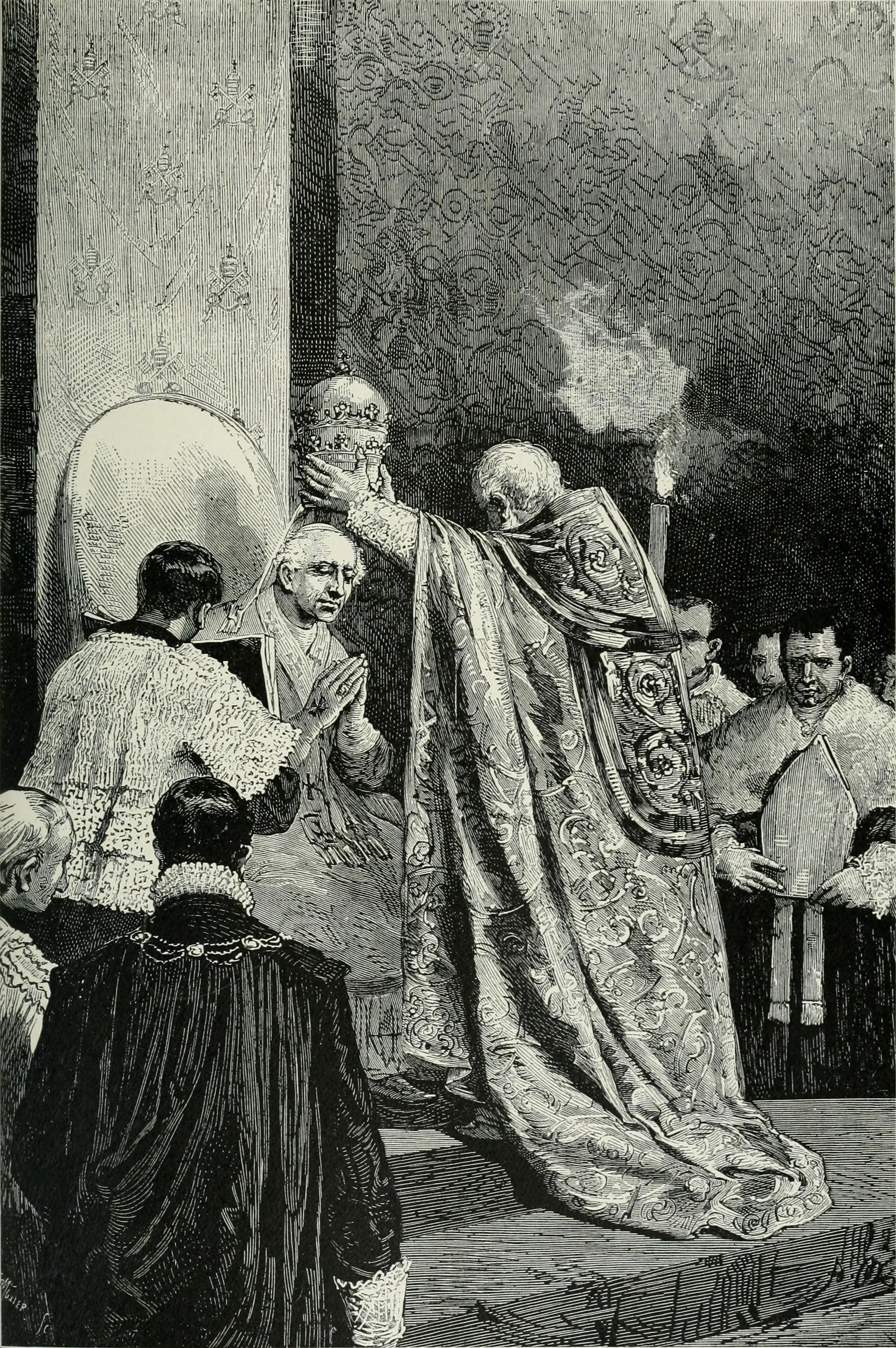
Representação da coroação papal de Leão XIII. Litografia por volta de 1900

Brasão de Gioacchino Vicenzo Pecci como Camerlengo do Conclave de 1878

O Papa Pio IX morreu em 7 de fevereiro de 1878, e durante seus anos finais, a imprensa liberal insinuou com frequência que o Reino da Itália deveria participar do conclave e ocupar o Vaticano. Contudo, a Guerra russo-turca de 1877–1878 e a morte repentina de Vítor Emanuel II em 9 de janeiro de 1878, distraíram a atenção do governo.
No conclave, os cardeais enfrentaram diversas perguntas e discutiram questões como as relações igreja-estado na Europa, especificamente Itália, divisões na igreja e o status do Concílio Vaticano I. Também foi debatido que o conclave fosse transferido para outro lugar, mas Pecci decidiu o contrário. Em 18 de fevereiro de 1878, o conclave reuniu-se em Roma. O cardeal Pecci foi eleito na terceira votação e escolheu o nome Leão XIII. Foi anunciado ao povo e mais tarde coroado em 3 de março de 1878. Ele manteve a administração da Diocese de Perúgia até 27 de fevereiro de 1880, quando renunciou ao cargo. Em 27 de março de 1882, elevou a Diocese para Arquidiocese de Perúgia, que 104 anos depois, em 30 de setembro 1986, seria unida à Diocese da Città della Pieve, sendo criada a Arquidiocese de Perugia-Città della Pieve.

## Papado

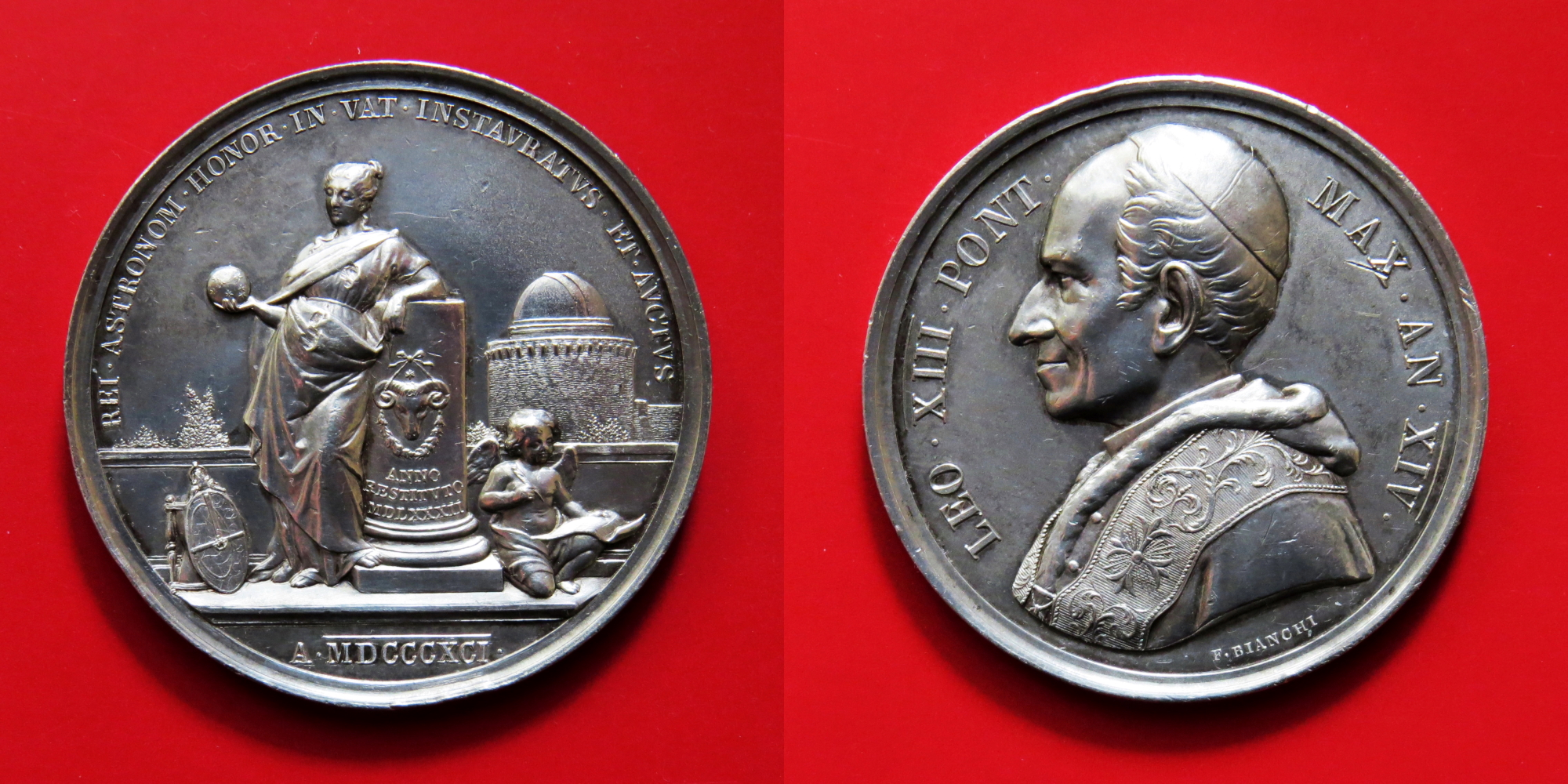
Medalha de prata em comemoração à inauguração do novo observatório pelo papa Leão XIII em 1891

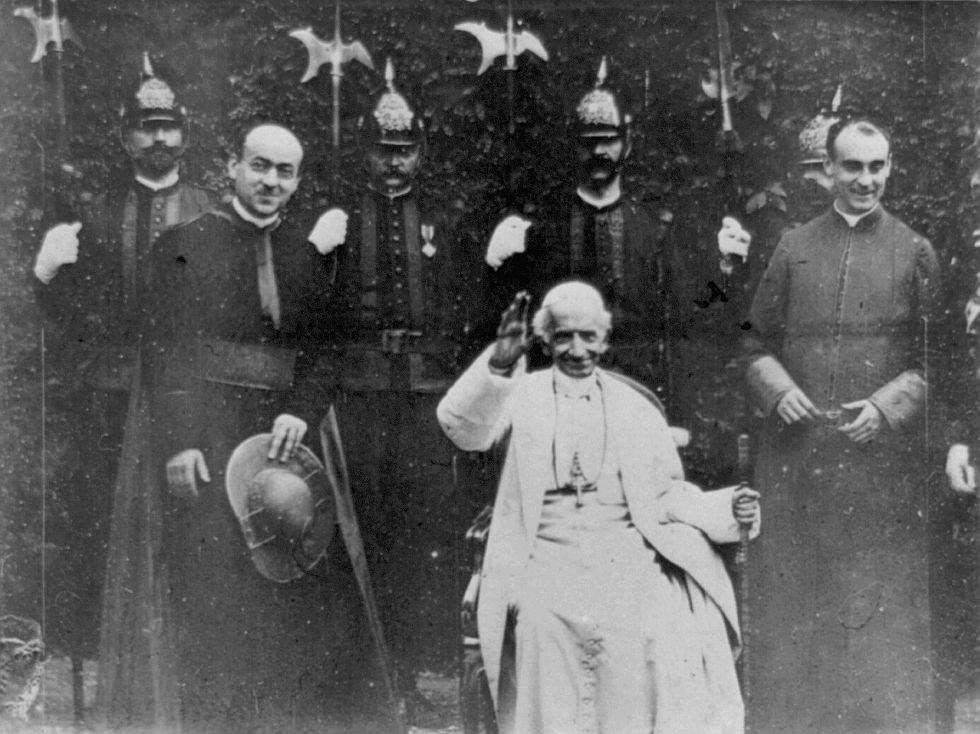
Fotograma do filme Sua Santitá papa Leone XIII, de 1896, a primeira vez que um papa apareceu no cinema

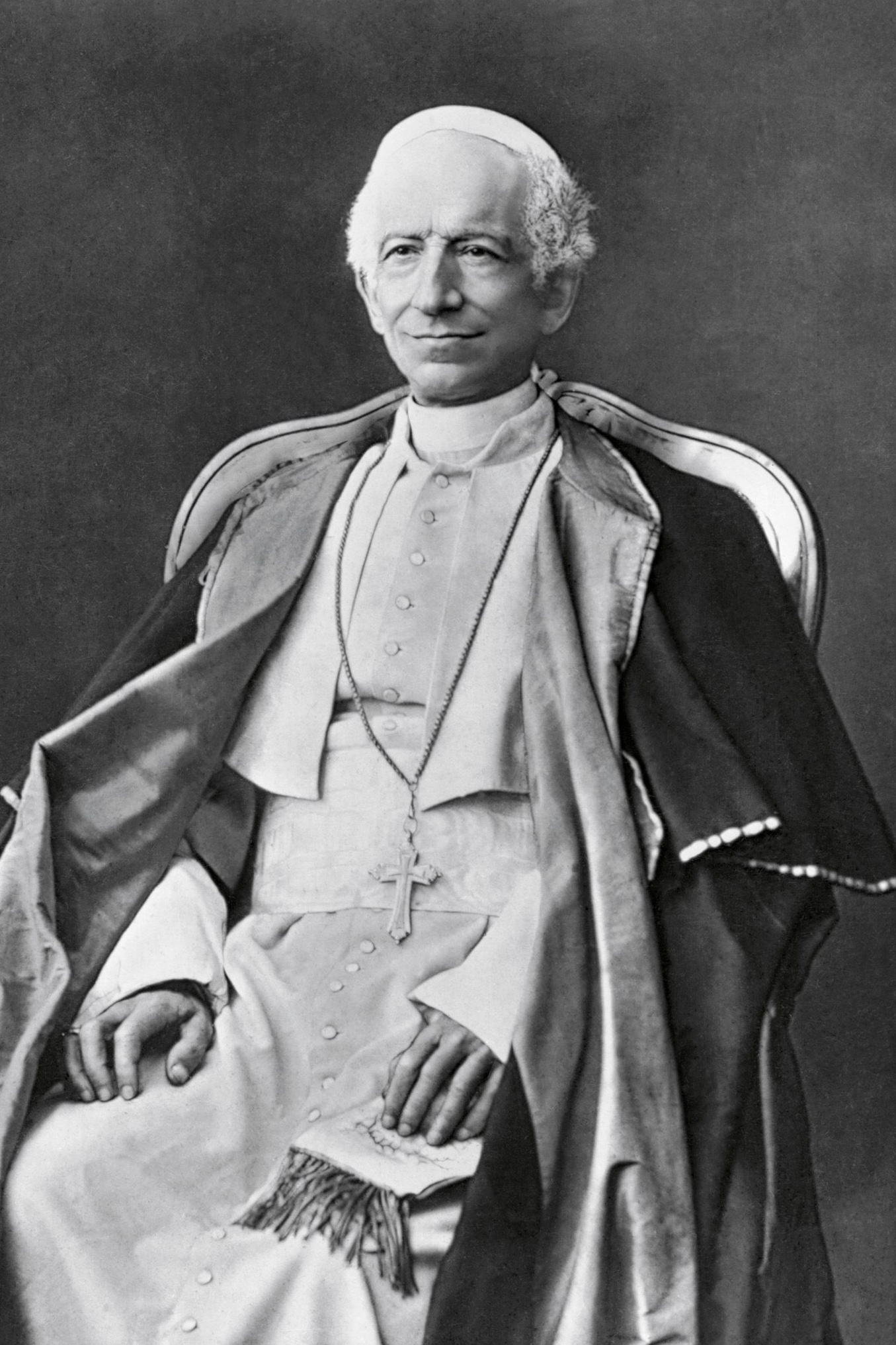
Uma das primeiras fotografias oficiais de Leão XIII, tirada em abril de 1878

Assim que foi eleito para o papado, Leão XIII trabalhou para incentivar o entendimento entre a Igreja e o mundo moderno. Quando ele reafirmou firmemente a doutrina escolástica de que ciência e religião coexistem, ele exigiu o estudo de Tomás de Aquino. e abriu o Arquivo Secreto do Vaticano para pesquisadores qualificados, entre os quais o notável historiador do Papado Ludwig von Pastor. Ele também refundou o Observatório do Vaticano "para que todos possam ver claramente que a Igreja e seus pastores não se opõem à ciência verdadeira e sólida, seja humana ou divina, mas que a abraçam, incentivam e promovem ao máximo. devoção possível".
Leão XIII foi o primeiro papa cuja voz foi feita uma gravação de som. A gravação pode ser encontrada em um CD do canto de Alessandro Moreschi; uma gravação de suas orações pela Ave Maria está disponível na web. Ele também foi o primeiro papa a ser filmado por uma câmera de cinema. Ele foi filmado por seu inventor, WK Dickson, e abençoou a câmera enquanto estava sendo filmado.
Leão XIII trouxe a normalidade de volta à Igreja após os tumultuosos anos de Pio IX. As habilidades intelectuais e diplomáticas de Leo ajudaram a recuperar grande parte do prestígio perdido com a queda dos Estados papais. Ele tentou reconciliar a Igreja com a classe trabalhadora, particularmente lidando com as mudanças sociais que estavam varrendo a Europa. A nova ordem econômica resultou no crescimento de uma classe trabalhadora empobrecida, que tinha uma crescente simpatia anticlerical e socialista. Leão ajudou a reverter essa tendência.
Embora Leão XIII não tenha sido radical em teologia ou política, seu papado levou a Igreja Católica de volta à corrente principal da vida europeia. Considerado um grande diplomata, ele conseguiu melhorar as relações com o Império Russo, Prússia, Império Alemão, França, Grã-Bretanha e Irlanda e outros países.
O papa Leão XIII conseguiu alcançar vários acordos em 1896 que resultaram em melhores condições para a nomeação fiel e adicional de bispos. Durante a Quinta pandemia de cólera em 1891, ele ordenou a construção de um hospício dentro do Vaticano. Esse prédio seria demolido em 1996 para dar lugar à construção do Domus Sanctae Marthae.
Leo bebia o tônico de vinho infundido com folhas de coca, Vin Mariani. Ele concedeu uma medalha de ouro do Vaticano ao criador do vinho, Angelo Mariani e também apareceu em um cartaz endossando-a. Leão XIII era um semi-vegetariano. Em 1903, ele atribuiu sua longevidade ao uso poupador de carne e ao consumo de ovos, leite e vegetais.
Seus poetas favoritos eram Virgílio e Dante.

### Relações exteriores

#### Rússia

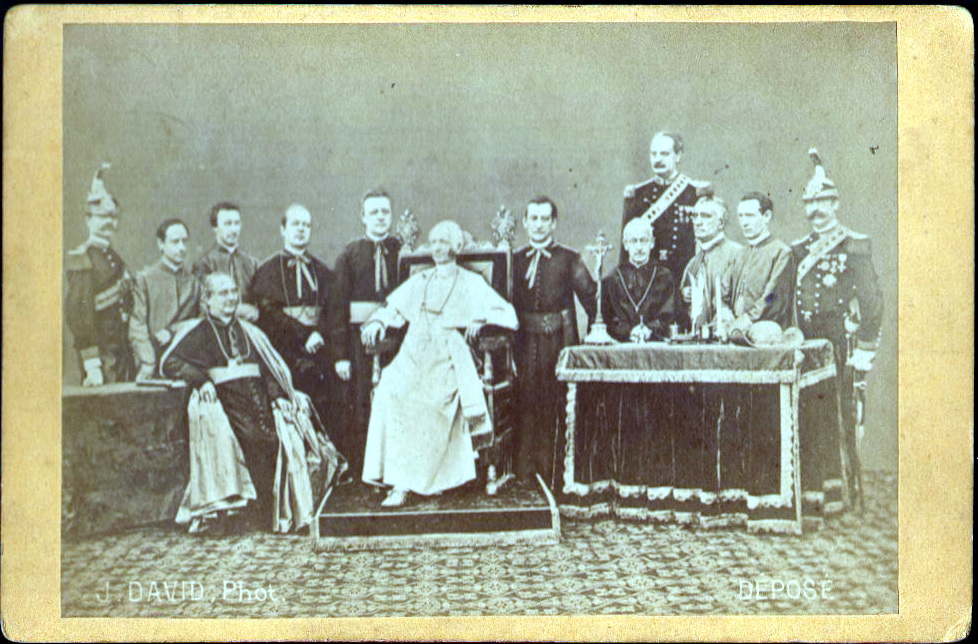
Leão XIII fotografado com o seu tribunal interno em junho de 1878

O papa Leão XIII iniciou seu pontificado com uma carta amigável ao czar Alexandre II, na qual lembrou ao monarca russo os milhões de católicos que viviam em seu império que gostariam de ser bons súditos russos se sua dignidade fosse respeitada.
Após o assassinato de Alexandre II, o papa enviou um alto representante à coroação de seu sucessor. Alexandre III ficou agradecido e pediu que todas as forças religiosas se unissem. Ele pediu ao papa para garantir que seus bispos se abstenham de agitação política. As relações melhoraram ainda mais quando o Papa Leão XIII, devido a considerações italianas, distanciou o Vaticano da aliança Roma-Viena-Berlim e ajudou a facilitar uma aproximação entre Paris e São Petersburgo.

#### Alemanha
Sob Otto von Bismarck, o Kulturkampf anticatólico na Prússia levou a restrições significativas à Igreja Católica na Alemanha Imperial, incluindo a lei dos jesuítas de 1872. Durante o papado de Leo, os compromissos foram alcançados informalmente e os ataques anticatólicos diminuíram.
O Partido do Centro na Alemanha representava interesses católicos e era uma força positiva para a mudança social. Foi incentivado pelo apoio de Leo à legislação de bem-estar social e aos direitos das pessoas que trabalham. A abordagem prospectiva de Leo incentivou a Ação Católica em outros países europeus onde os ensinamentos sociais da Igreja foram incorporados à agenda dos partidos católicos, particularmente dos partidos democráticos cristãos, que se tornaram uma alternativa aceitável aos partidos socialistas. Os ensinamentos sociais de Leo foram reiterados ao longo do século XX por seus sucessores.
Em suas Memórias, Kaiser Guilherme II discutiu o "relacionamento amigável e de confiança que existia entre mim e o papa Leão XIII". Durante a terceira visita de Guilherme a Leo: "Foi interessante para mim que o Papa disse nesta ocasião que a Alemanha deve ser a espada da Igreja Católica. Eu observei que o antigo Império Romano da nação alemã não existia mais, e que as condições haviam mudado. Mas ele aderiu às suas palavras".

#### Itália
À luz de um clima hostil à Igreja, Leão XIII continuou as políticas de Pio IX em relação à Itália, sem grandes modificações. Em suas relações com o estado italiano, Leão XIII continuou o encarceramento autoimposto do papado na posição do Vaticano e continuou a insistir em que os católicos italianos não deveriam votar nas eleições italianas ou ocupar cargos eleitos. Em seu Primeiro Consistório Ordinário Público de 1879, ele elevou seu irmão mais velho, Giuseppe, ao cardinalato. Ele teve que defender a liberdade da Igreja contra o que os católicos consideravam perseguições e ataques italianos na área da educação, expropriação e violação de igrejas católicas, medidas legais contra a Igreja e ataques brutais, culminando em grupos anticlericais que tentavam atirar o corpo da Igreja. falecido Papa Pio IX no rio Tibre em 13 de julho de 1881. O Papa chegou a considerar mudar sua residência para Trieste ou Salzburgo, duas cidades da Áustria, uma ideia que o imperador Francisco José I da Áustria gentilmente rejeitou.

#### Reino Unido
Entre as atividades de Leão XIII que eram importantes para o mundo de língua inglesa, ele restaurou a hierarquia escocesa em 1878. No ano seguinte, em 12 de maio de 1879, elevou ao posto de cardeal o clérigo convertido John Henry Newman, que acabaria sendo beatificado pelo Papa Bento XVI em 2010 e canonizado pelo Papa Francisco em 2019. Na Índia britânica também Leo estabeleceu uma hierarquia católica em 1886 e regulou alguns conflitos de longa data com as autoridades portuguesas. Um rescrito papal (20 de abril de 1888) condenou o plano irlandês de campanha e todo o envolvimento clerical nele, bem como o boicote, seguido em junho pela encíclica papal "Saepe Nos", dirigida a todos os bispos irlandeses. De significância notável, principalmente para o mundo de língua inglesa, foi a encíclica Apostolicae curae de Leo sobre a invalidade das ordens anglicanas, publicada em 1896.

#### Brasil
Papa Leão XIII também é lembrado para o Primeiro Concílio Plenário da América Latina realizada em Roma em 1899, e sua encíclica de 1888 para os bispos do Brasil, In plurimis, sobre a abolição da escravatura. Em 1897, ele publicou a carta apostólica Trans oceanum, que tratava dos privilégios e da estrutura eclesiástica da Igreja Católica na América Latina.

#### Chile
Durante a Guerra do Pacífico, ele deu a bênção papal às tropas chilenas na véspera da Batalha de Chorrillos, em janeiro de 1881; após a batalha, no caos resultante, houve extensos saques na cidade, tanto das tropas chilenas quanto dos peruanos, com os chilenos carregando muitas Bíblias antigas para suas igrejas. Apesar disso, um ano depois, o presidente chileno Domingo Santa María, membro do Partido Liberal em desafio à oposição, o ferozmente católico Partido Conservador, emitiu o Leyes Laicas.(Leis Laicas), que reduziu as faculdades da Igreja Católica sobre o Estado e a Sociedade, embora não tenha sido até 1925 quando o Presidente Arturo Alessandri, também do Partido Liberal, separou a Igreja do Estado.

#### Evangelização
O papa Leão XIII sancionou as missões para a África Oriental a partir de 1884. Em 1879, missionários católicos associados à Congregação do Pai Branco (Sociedade dos Missionários da África) chegaram ao Uganda e outros foram a Tanganyika (atual Tanzânia) e Ruanda. Em 1887, ele aprovou a fundação dos Missionários de São Carlos Borromeu, organizada pelo Bispo de Piacenza, João Batista Scalabrini. Os missionários foram enviados para a América do Norte e do Sul para cuidar pastoral dos imigrantes italianos.

### Teologia

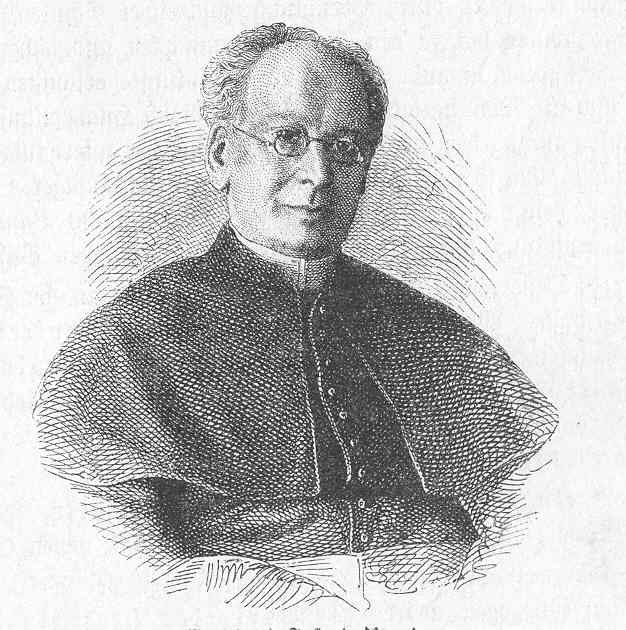
Giuseppe Pecci em 1872. A pedido urgente do Colégio dos Cardeais, Leão XIII em 1879 elevou seu irmão, Giuseppe Pecci, um jesuíta e proeminente teólogo tomista, a suas fileiras.

O pontificado de Leão XIII foi teologicamente influenciado pelo Concílio Vaticano I (1869-1870), que havia terminado apenas oito anos antes. Leão XIII emitiu cerca de 46 cartas e encíclicas apostólicas que tratam de questões centrais nas áreas do casamento, família, estado e sociedade. Ele também escreveu duas orações pela intercessão de Michael, o Arcanjo, depois de supostamente ter uma visão de Michael e do fim dos tempos, embora a história da suposta visão possa ser meramente apócrifa, como os historiadores observam que a história não aparece em nenhuma escritos do Papa Leão XIII.
Leão XIII também aprovou vários Escapulários. Em 1885, ele aprovou o Escapulário da Santa Face (também conhecido como The Veronica ) e elevou os Sacerdotes da Santa Face a uma arquoconfraternidade. Ele também aprovou o Escapulário de Nossa Senhora do Bom Conselho e o Escapulário de São José, ambos em 1893, e o Escapulário do Sagrado Coração em 1900.

#### Tomismo
Como papa, ele usou toda a sua autoridade para um renascimento do tomismo, a teologia de Tomás de Aquino. Em 4 de agosto de 1879, Leão XIII promulgou a encíclica Aeterni Patris ("Pai Eterno") que, mais do que qualquer outro documento, forneceu uma carta para o renascimento do tomismo - o sistema teológico medieval baseado no pensamento de Tomás de Aquino - como oficial. sistema filosófico e teológico da Igreja Católica. Deveria ser normativo não apenas no treinamento de padres nos seminários da igreja, mas também na educação dos leigos nas universidades.
Após esta encíclica, o Papa Leão XIII criou a Pontifícia Academia de São Tomás de Aquino em 15 de outubro de 1879 e ordenou a publicação da edição crítica, a chamada Edição Leonina, das obras completas do doutor angelicus. A superintendência da edição leonina foi confiada a Tommaso Maria Zigliara, professora e reitora do Collegium Divi Thomae de Urbe, a futura Pontifícia Universidade São Tomás de Aquino, Angelicum. Leão XIII também fundou a Faculdade de Filosofia de Angelicum em 1882 e sua Faculdade de Direito Canônico em 1896.

#### Consagrações

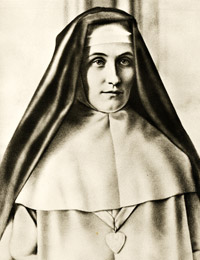
A Beata Irmã Maria do Divino Coração era freira da Congregação de Nossa Senhora da Caridade do Bom Pastor que solicitou ao Papa Leão XIII que consagrasse o mundo inteiro ao Sagrado Coração de Jesus.

O papa Leão XIII realizou várias consagrações, às vezes entrando em novo território teológico. Depois de receber muitas cartas da Irmã Maria do Divino Coração, condessa de Droste zu Vischering e Madre Superiora no Convento das Irmãs Bom Pastor no Porto, Portugal, pedindo-lhe que consagrasse o mundo inteiro ao Sagrado Coração de Jesus, ele encomendou um grupo de teólogos para examinar a petição com base na revelação e na tradição sagrada. O resultado desta investigação foi positivo e, portanto, na carta encíclica Annum sacrum (em 25 de maio de 1899), decretou que a consagração de toda a raça humana ao Sagrado Coração de Jesus ocorresse em 11 de junho de 1899.
A carta encíclica também incentivou todo o episcopado católico a promover as Devoções da Primeira Sexta-feira, estabelecidas em junho como o mês do Sagrado Coração, e incluiu a Oração de Consagração ao Sagrado Coração. Sua consagração do mundo inteiro ao Sagrado Coração de Jesus apresentou desafios teológicos na consagração de não-cristãos. Desde cerca de 1850, várias congregações e Estados se consagraram ao Sagrado Coração e, em 1875, essa consagração foi realizada em todo o mundo católico.

#### Escrituras
Em sua encíclica Providentissimus Deus, de 1893, ele descreveu a importância das escrituras para o estudo teológico. Era uma encíclica importante para a teologia católica e sua relação com a Bíblia, como o Papa Pio XII apontou cinquenta anos depois em sua encíclica Divino Afflante Spiritu.

#### Relações com igrejas ortodoxas orientais
O Papa Leão XIII fomentou relações de boa vontade, particularmente em relação às igrejas do Oriente, que não estavam em comunhão com a Sé Apostólica. Ele também se opôs aos esforços para latinizar as Igrejas do Rito Oriental, afirmando que elas constituem uma tradição antiga mais valiosa e símbolo da unidade divina da Igreja Católica. Ele expressou isso em sua encíclica "Orientalium Dignitas" de 1894, escrevendo: "As Igrejas do Oriente são dignas da glória e reverência que mantêm por toda a cristandade, em virtude daqueles memoriais extremamente antigos e singulares aos quais eles legaram nos".

#### Pesquisa teológica
Leo XIII é creditado com grandes esforços nas áreas de análise científica e histórica. Ele abriu os Arquivos do Vaticano e promoveu pessoalmente um estudo científico abrangente sobre o papado, em vinte volumes, por Ludwig von Pastor, um historiador austríaco.

#### Mariologia
Seu antecessor, o Papa Pio IX, ficou conhecido como o Papa da Imaculada Conceição por causa da dogmatização de 1854. Leão XIII, à luz de sua promulgação sem precedentes do rosário em onze encíclicas, foi chamado de Papa do Rosário. Em onze encíclicas do rosário, ele promove a devoção mariana. Em sua encíclica, no cinquentenário aniversário do Dogma da Imaculada Conceição, ele enfatiza seu papel na redenção da humanidade, mencionando Maria como Mediadora e Co-Redentora.

#### Ensinamentos sociais

##### Igreja e estado
Leão XIII trabalhou para incentivar o entendimento entre a Igreja e o mundo moderno, embora ele preferisse uma visão cautelosa sobre a liberdade de pensamento, afirmando que "é muito ilegal exigir, defender ou conceder liberdade incondicional de pensamento, ou fala, de escrever ou adoração, como se estes fossem tantos direitos dados pela natureza ao homem". Os ensinamentos sociais de Leo são baseados na premissa católica de que Deus é o Criador do mundo e seu Governante. A lei eterna ordena que a ordem natural seja mantida e proíbe que ela seja perturbada; o destino dos homens está muito acima das coisas humanas e além da terra.

##### Rerum Novarum

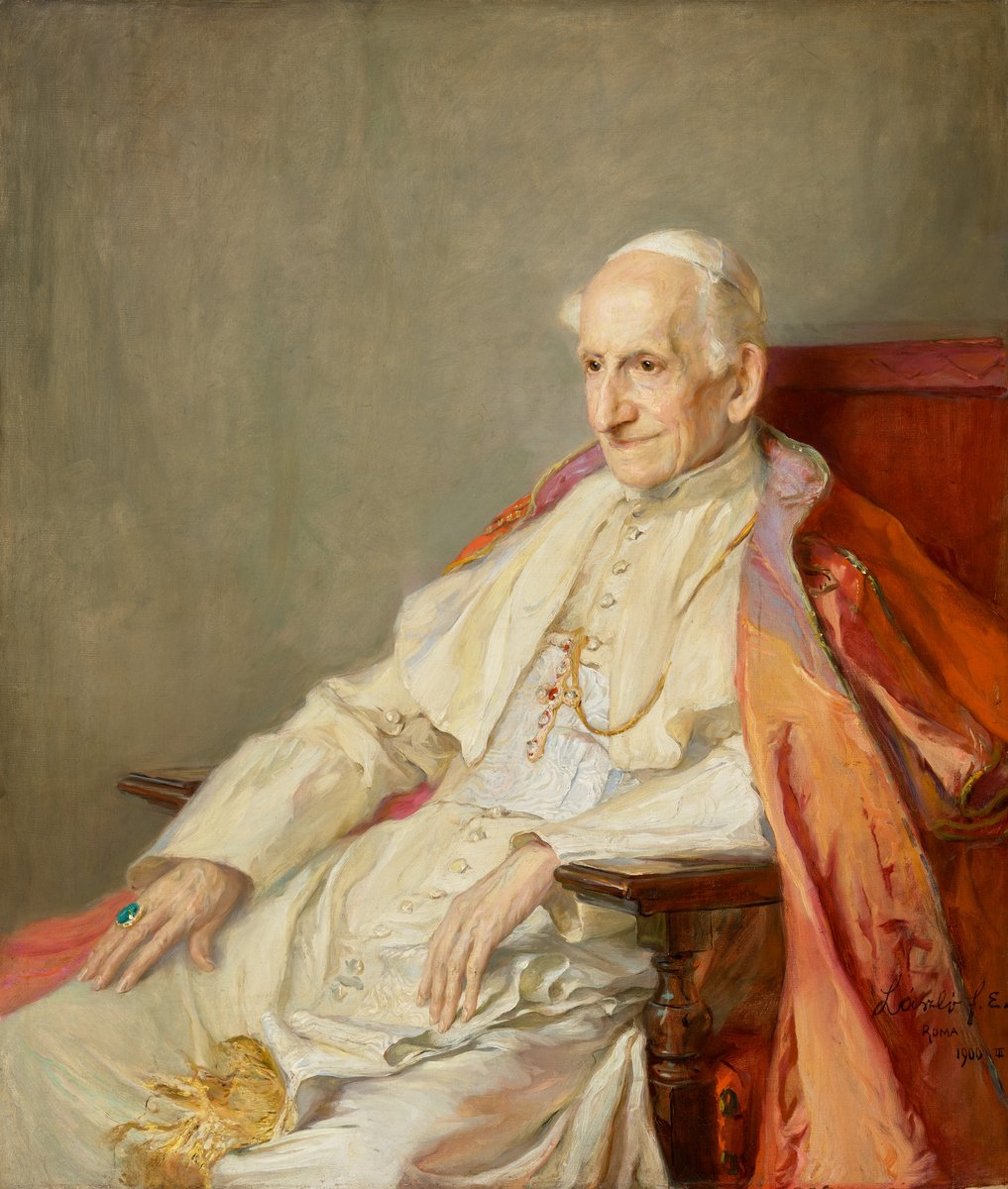
Retrato de Philip de László, 1900

Suas encíclicas mudaram as relações da Igreja com as autoridades temporais e, na encíclica Rerum Novarum, em 1891, abordou pela primeira vez questões de desigualdade social e justiça social com a autoridade papal, concentrando-se nos direitos e deveres do capital e do trabalho. Ele foi grandemente influenciado por Wilhelm Emmanuel von Ketteler, um bispo alemão que propagou abertamente o lado das classes trabalhadoras em seu livro Die Arbeiterfrage und das Christentum. Desde Leão XIII, os ensinamentos papais expandiram os direitos e obrigações dos trabalhadores e as limitações da propriedade privada: Papa Pio XI Quadragesimo anno, os ensinamentos sociais do Papa Pio XII sobre uma enorme variedade de questões sociais, Papa João XXIII Mater et magistra em 1961, o Papa Paulo VI, a encíclica Populorum progressio sobre questões de desenvolvimento mundial, e o Papa João Paulo II, Centesimus annus, comemorando o centésimo aniversário de Rerum novarum. Leão XIII argumentou que o capitalismo e o comunismo são falhos. Rerum novarum introduziu a ideia de subsidiariedade, o princípio de que decisões políticas e sociais devem ser tomadas em nível local, se possível, e não por uma autoridade central, no pensamento social católico. Uma lista de todas as encíclicas de Leão pode ser encontrada na Lista de Encíclicas do Papa Leão XIII.

### Canonizações e beatificações
Leão XIII canonizou os seguintes santos durante seu pontificado:
- 8 de dezembro de 1881: Clara de Montefalco (d. 1308), João Batista de Rossi (1696-1764), Lourenço de Brindisi (d. 1619) e Benedito José Labre (1748-1783);
- 15 de janeiro de 1888: Sete Santos Fundadores da Ordem Servita, Pedro Claver (1581-1654), João Berchmans (1599-1621) e Afonso Rodrigues (1531-1617);
- 27 de maio de 1897: Antônio Maria Zaccaria (1502–39) e Pedro Fourier (1565–1640);
- 24 de maio de 1900: João Batista de La Salle (1651–1719) e Rita de Cássia (1381–1457).

Leão XIII também beatificou vários de seus antecessores: Urbano II (14 de julho de 1881), Vitor III (23 de julho de 1887) e Inocêncio V (9 de março de 1898). Ele também canonizou Adriano III em 2 de junho de 1891.
Ele também beatificou o seguinte:
- Giancarlo Melchiori em 22 de janeiro de 1882;
- Edmundo Campione Ralph Sherwin em 1886;
- John Haile em 29 de dezembro de 1886;
- João Batista de la Salle (a quem mais tarde ele canonizou) em 19 de fevereiro de 1888;
- Inés de Benigánim em 26 de fevereiro de 1888;
- Antonio Maria Zaccaria (a quem mais tarde ele canonizou) em 3 de janeiro de 1890;
- Giovanni Giovenale Ancina em 9 de fevereiro de 1890;
- Pompilio Maria Pirrotti em 26 de janeiro de 1890;
- Gerardo Majella em 29 de janeiro de 1893;
- Leopoldo Croci em 12 de maio de 1893;
- Antonio Baldinucci em 16 de abril de 1893;
- Rodolfo Acquaviva e 4 Companheiros em 30 de abril de 1893;
- Diego José López-Caamaño em 22 de abril de 1894;
- Bernardino Realino em 12 de janeiro de 1896;
- Maria Maddalena Martinengo em 3 de junho de 1900;
- Dénis Berthelot da Natividade e Redento Rodríguez da Cruz em 10 de junho de 1900;
- Joana de Lestonnac em 23 de setembro de 1900;
- Antonio Grassi em 30 de setembro de 1900.

Ele também aprovou o culto a Cosmas de Afrodisia. Ele também beatificou vários mártires ingleses em 1895.

#### Doutores da Igreja

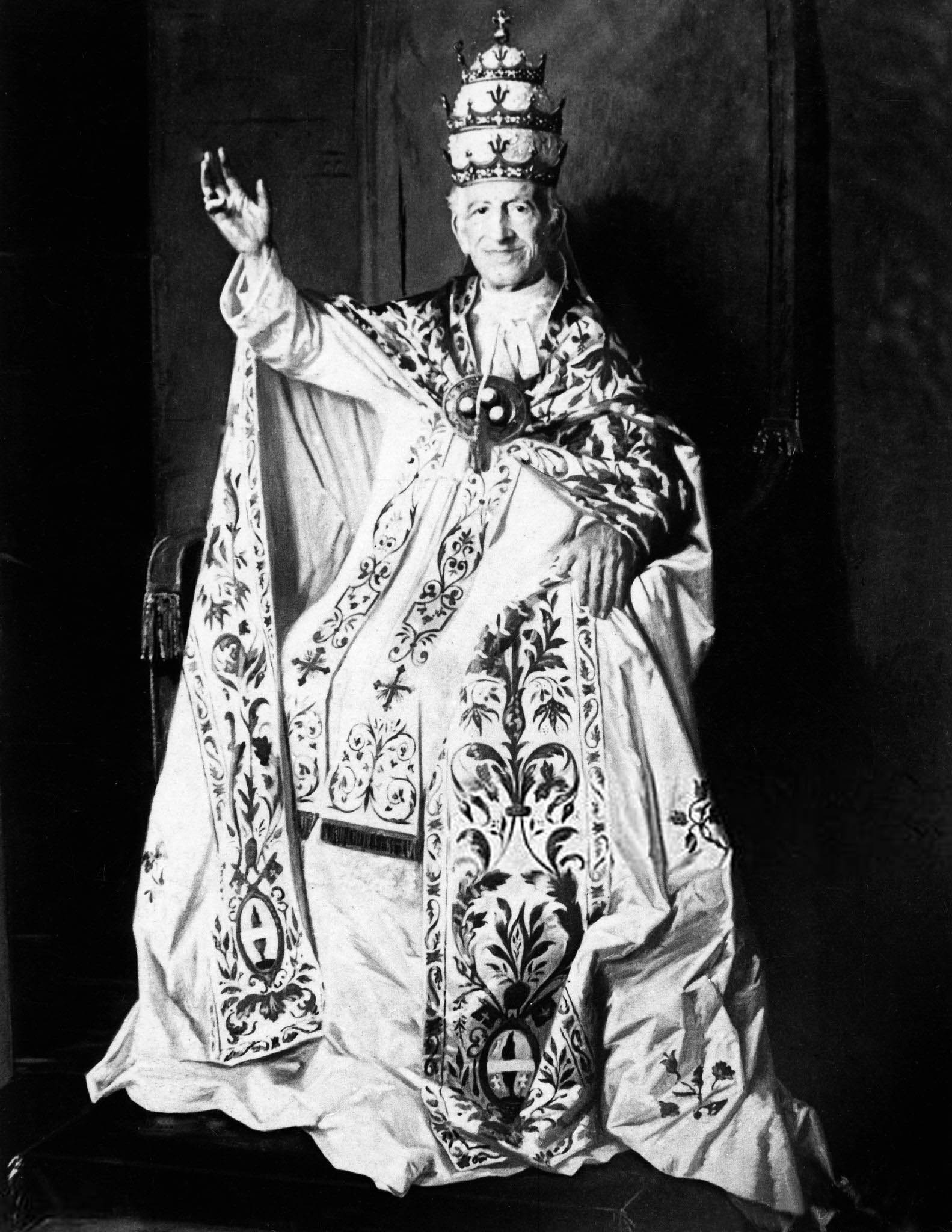
Papa Leão XIII usando a “Tiara de Paris” (1888), doada pelos católicos da cidade homônima para comemorar o Jubileu de Ouro da sua ordenação sacerdotal.

Leão XIII nomeou quatro pessoas como Dutores da Igreja:
- Cirilo de Alexandria (1883);
- Cirilo de Jerusalém (1883);
- João Damasceno (1890);
- Beda, o Venerável (13 de novembro de 1899).

## Públicos-alvo

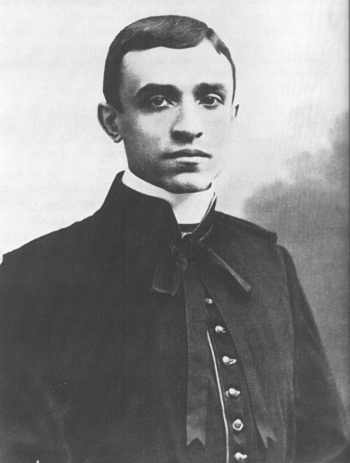
Em 1901, o Papa Leão XIII recebeu Eugênio Pacelli, mais tarde Papa Pio XII, em seu primeiro dia de cinquenta e sete anos de serviço no Vaticano (1901–1958).

Uma das primeiras audiências que Leão XIII concedeu foi aos professores e alunos do Colégio Capranica, onde na primeira fila se ajoelhou diante dele um jovem seminarista, Giacomo Della Chiesa, o futuro Papa Bento XV, que reinaria de 1914 a 1922.
Durante uma peregrinação com o pai e a irmã em 1887, a futura Santa Teresa de Lisieux compareceu a uma audiência geral com o Papa Leão XIII e pediu-lhe que lhe permitisse entrar na ordem carmelita. Mesmo que ela fosse estritamente proibida de falar com ele porque lhe disseram que isso prolongaria demais o público, em sua autobiografia, História de uma Alma, ela escreveu que depois de beijar o sapatinho e ele apresentar a mão, em vez de beijá-la, ela a pegou na própria mão e disse entre lágrimas: "Santo Padre, eu tenho um grande favor em lhe pedir. Em homenagem ao seu Jubileu, permita-me entrar no Carmel aos 15 anos! " Leão XIII respondeu: "Bem, minha filha, faça o que os superiores decidirem". Teresa respondeu: "Oh! Santo Padre, se você disser sim, todos concordarão!" Por fim, o papa disse: "Vá... vá... Você entrará se Deus quiser ". Depois disso, dois guardas ergueram Thérèse (ainda de joelhos na frente do papa) pelos braços e carregaram ela até a porta onde um terço lhe deu uma medalha do papa. Pouco tempo depois, o bispo de Bayeux autorizou a prioresa a receber Thérèse e, em abril de 1888, ingressou no Carmel aos 15 anos.

### Consistórios
Durante seu pontificado, o papa criou 147 cardeais em 23 consistórios; isso incluiu nomear seu irmão Giuseppe Pecci como cardeal no primeiro consistório. Leão XIII também nomeou seu sucessor como cardeal em 1893: Giuseppe Sarto (Pio X).

## Morte

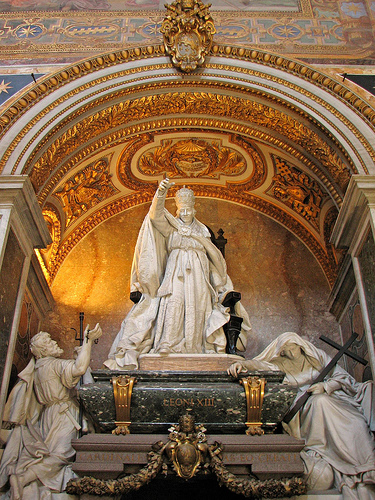
O monumento e a tumba de Leão XIII na Arquibasílica de São João de Latrão.

Leão XIII foi o primeiro papa a nascer no século XIX e também foi o primeiro a morrer no século XX: viveu até os 93 anos de idade, morrendo em 20 de julho de 1903, o segundo papa de maior longevidade, depois do Papa Bento XVI, que morreu com 95 anos. No momento de sua morte, Leão XIII era o terceiro papa com o pontificado mais longo, superado apenas por seu antecessor imediato, Pio IX e por São Pedro.
Charles A. Finn, padre da arquidiocese de Boston e, quando morreu, o padre mais velho dos Estados Unidos, serviu como oficial no seu funeral. Leão XIII foi sepultado na Basílica de São Pedro apenas muito brevemente após seu funeral, mas depois foi transferido para a muito antiga Arquibasílica de São João de Latrão, sua igreja como bispo de Roma e uma igreja na qual ele tirou uma interesse particular. Ele foi transferido para lá no final de 1924.

## Encíclicas publicadas
| - Ad Extremas (24 de junho de 1893) - Adiutricem (5 de setembro de 1895) - Aeterni Patris (29 de junho de 1868) - Affari Vos (8 de dezembro de 1897) - Annum Sacrum (25 de maio de 1899) - Arcanum Divinae (10 de fevereiro de 1880) - Augustissimae Virginis Mariae (12 de setembro de 1897) - Au Milieu Des Sollicitudes (16 de fevereiro de 1892) - Auspicato Concessum (17 de setembro de 1882) - Caritatis (19 de março de 1894) - Caritatis Studium (25 de julho de 1898) - Catholicae Ecclesiae (20 de novembro de 1890) - Christi Nomen (24 de dezembro de 1894) - Constanti Hungarorum (2 de setembro de 1893) - Cum Multa (8 de dezembro de 1882) - Custodi di quella Fede (8 de dezembro de 1892) - Dall'alto dell'Apostolico Seggio (15 de outubro de 1890) - Depuis le Jour (8 de setembro de 1899) - Diuturni temporis (5 de setembro de 1898) - Diuturnum (29 de junho de 1881) - Divinum illud munus (9 de maio de 1897) - Dum Multa (24 de dezembro de 1902) - Etsi Cunctas (21 de dezembro de 1888) - Etsi Nos (15 de febrero de 1882) - Exeunte Iam Anno (25 de dezembro de 1888) - Fidentem Piumque Animum (20 de setembro de 1896) - Fin dal Principio (8 de dezembro de 1902) - Grande Munus (30 de setembro de 1880) - Graves de Communi Re (18 de janeiro de 1901) | - Gravissimas (16 de maio de 1901) - Humanum Genus (20 de abril de 1884) - Iampridem (6 de janeiro de 1886) - Immortale Dei (1 de novembro de 1885) - In Amplissimo (15 de abril de 1902) - Inimica Vis (8 de dezembro de 1892) - In Ipso (3 de março de 1891) - In plurimis (5 de maio de 1888) - Inscrutabili Dei Consilio (21 de abril de 1878) - Insignes (1 de maio de 1896) - Inter Graves (1 de maio de 1894) - Praeclara Gratulationis Publicae (20 de junho de 1894) - Iucunda Semper Expectatione (8 de setembro de 1894) - Laetitiae Sanctae (8 de setembro de 1893) - Libertas (20 de junho de 1888) - Licet Multa (3 de agosto de 1881) - Litteras a Vobis (2 de julho de 1894) - Longinqua (6 de janeiro de 1895) - Magnae Dei Matris (8 de setembro de 1892) - Magni Nobis (7 de março de 1889) - Militantis Ecclesiae (1 de agosto de 1897) - Mirae Caritatis (28 de maio de 1902) - Nobilissima Gallorum Gens (8 de fevereiro de 1884) - Non Mediocri (25 de outubro de 1893) - Octobri Mense (22 de setembro de 1891) - Officio Sanctissimo (22 de dezembro de 1887) - Omnibus Compertum (21 de julho de 1900) - Pastoralis (25 de julho de 1891) - Pastoralis Officii (12 de setembro de 1891) - Paternae (18 de setembro de 1899) - Paterna Caritas (25 de julho de 1888) - Pergrata Nobis (14 de setembro de 1886) | - Permoti Nos (10 de julho de 1895) - Providentissimus Deus (18 de novembro de 1893) - Quae Ad Nos (22 de novembro de 1902) - Quam Aerumnosa (10 de dezembro de 1888) - Quamquam Pluries (15 de agosto de 1889) - Quam Religiosa (16 de agosto de 1898) - Quarto Abeunte Saeculo (16 de julho de 1892) - Quod Anniversarius (1 de abril de 1888) - Quod Apostolici Muneris (28 de dezembro de 1878) - Quod Auctoritate (22 de dezembro de 1885) - Quod Multum (22 de agosto de 1886) - Quod Votis (30 de abril de 1902) - Quum Diuturnum (25 de dezembro de 1898) - Reputantibus (20 de agosto de 1901) - Rerum Novarum (15 de maio de 1891) - Saepe Nos (24 de junho de 1888) - Sancta Dei Civitas (3 de dezembro de 1880) - Sapientiae Christianae (10 de janeiro de 1890) - Satis Cognitum (29 de junho de 1896) - Spectata Fides (27 de novembro de 1885) - Spesse Volte (5 de agosto de 1898) - Superiore Anno (30 de agosto de 1884) - Supremi Apostolatus Officio (1 de setembro de 1883) - Tametsi Futura Prospicientibus (1 de novembro de 1900) - Urbanitatis Veteris (20 de novembro de 1901) - Vi è Ben Noto (20 de setembro de 1887) |

## Brasão e lema

Brasão pontifício de Leão XIII

- Descrição: Escudo eclesiástico. Em azul, com um carpino plantado numa planície, tudo ao natural, atravessado de uma faixeta de prata, adestrado em chefe de um cometa de jalde, posto em banda e acompanhado, em ponta, de duas flores-de-lis prateadas. O escudo está assente em tarja branca. O conjunto pousado sobre duas chaves decussadas, a primeira de jalde e a segunda de argente, atadas por um cordão de goles, com seus pingentes. Timbre: a tiara papal de prata com três coroas de jalde. Sob o escudo, um listel de blau com o mote: LVMEN  IN  CÆLO, em letras de argente. Quando são postos suportes, estes são dois anjos de carnação, sustentando cada um, na mão livre, uma cruz trevolada tripla, de jalde.
- Interpretação: O escudo obedece às regras heráldicas para os eclesiásticos. Nele estão representadas as armas modificadas da família do pontífice, os Pecci, antiga família de Siena, Província de Florença, na região da Toscana,  da qual um dos ramos passou a Carpineto Romano, nos Estados Pontifícios, no século XVI. O campo de blau (azul) representa o firmamento celeste e ainda o manto de Nossa Senhora, sendo que este esmalte significa: justiça, serenidade, fortaleza, boa fama e nobreza. O carpino é símbolo da imortalidade e representa o local de origem da família Pecci, Carpineto Romano, sendo que a expressão "ao natural" é um recurso para coloca-lo, juntamente com a planície, naturalmente de sinopla (verde), sobre o campo de blau (azul), sem ferir as leis da heráldica.

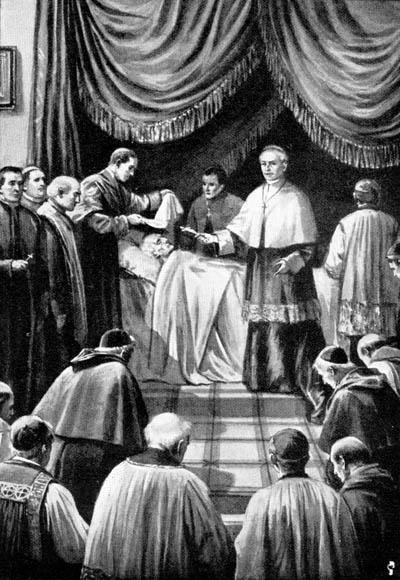
O Cardeal Camerlengo certifica a morte de Leão XIII

- A faixeta, por seu metal argente (prata) traduz: inocência, castidade,  pureza e  eloqüência. O cometa representa Nosso Senhor Jesus Cristo, "Luz do Mundo", numa referência ao Cântico de Simeão (Lc 2,32), e também faze alusão à escolha divina do Cardeal Pecci para Pastor Universal da Igreja, sendo de jalde (ouro) simboliza: nobreza, autoridade, premência, generosidade, ardor e descortínio. As duas flores-de-lis ( no brasão familiar consta uma só), relembram a origem remota da família, na Província de Florença, sendo de argente (prata) têm o significado já descrito deste metal. Os elementos externos do brasão expressam a jurisdição suprema do papa.
- As duas chaves "decussadas", uma de jalde (ouro) e a outra de argente (prata) são símbolos do poder espiritual e do poder temporal. E são uma referência do poder máximo do Sucessor de Pedro, relatado no Evangelho de São Mateus, que narra que  Nosso Senhor Jesus Cristo disse a Pedro: "Dar-te-ei as chaves do reino dos céus, e tudo o que ligares na terra será ligado no céu, e tudo o que desligares na terra, será desligado no céu" (Mt 16, 19).
- Por conseguinte, as chaves são o símbolo típico do poder dado por Cristo a São Pedro e aos seus sucessores. A tiara papal  usada como timbre,  recorda, por sua simbologia, os três poderes papais: de Ordem, Jurisdição e Magistério, e sua unidade na mesma pessoa. No listel o lema "Luz no céu" é mais uma referência ao ‘’Cântico de Simeão’’ (Lc 2,32): "Luz para iluminar as nações todas".

## Ordenações[55]

### Ordenações presbíteros
- Tommaso Maria Zigliara, O.P. † (1856)
- Luigi Sepiacci, O.E.S.A. † (1858)
- Giulio Boschi † (1861)
- Francesco Satolli † (1862)

### Ordenações episcopais
Foi o principal sagrante dos seguintes bispos:
- Antonio Briganti † (1871)
- Carmelo Pascucci † (1871)
- Carlo Laurenzi † (1877)
- Edoardo Borromeo † (1878)
- Jean Baptiste François Pitra, O.S.B. † (1879)
- Francesco Latoni † (1879)
- Bartholomew Woodlock † (1879)
- Agostino Bausa, O.P. † (1889)
- Celestino Zini,, Sch. P. † (1889)
- Giuseppe Antonio Ermenegildo Prisco † (1898)

### Leitura adicional

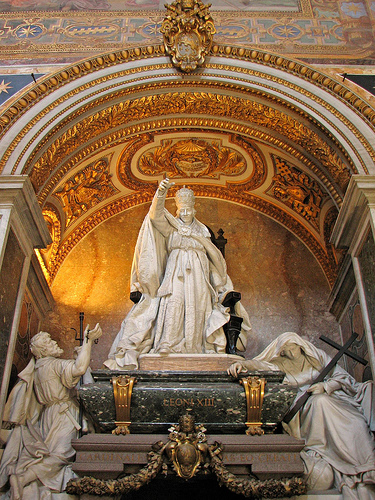
Túmulo de Leão XIII na Basílica de São João de Latrão